# Gertrude (esclave)
Pour les articles homonymes, voir Gertrude.
Gertrude, née en 1766 et morte le 8 février 1822 à Petit-Bourg, est une esclave guadeloupéenne, un des symboles de la lutte contre l'esclavage.

## Biographie
Gertrude travaille pour l'habitation Clermont. A la suite de la mort de plusieurs individus, dont l'épouse, Claire de Bragelongne et le beau-frère de Jean-François de Fougières, propriétaire de l'habitation, elle, ainsi que six autres esclaves, sont accusés de les avoir empoisonnés. 
Le procès a lieu à Petit-Bourg le 17 janvier 1822. Avant le jugement, deux femmes périssent en prison. La fille de Gertrude, Perrine, est innocentée faute de preuves ; une femme nommée Marabou est condamnée à un an de prison et un homme, Jean-Philippe, est battu, marqué au fer et emprisonné.
Gertrude, qui a 56 ans, est la seule à être condamnée à être brulée vive. Par une décision en appel, elle est finalement pendue sur la place de Petit-Bourg le 8 février 1822 et son cadavre est brûlé.

## Hommages
- Une statue en pierre et métal doré mesurant 7 m de hauteur qui la représente, a été érigée en son honneur en 2008 sur la place dite « de la Négresse », près de l'église Notre-Dame-du-Bon-Port. La statue est l'œuvre de l'artiste Michel Rovelas[4].
- Une place de Petit-Bourg porte son nom.

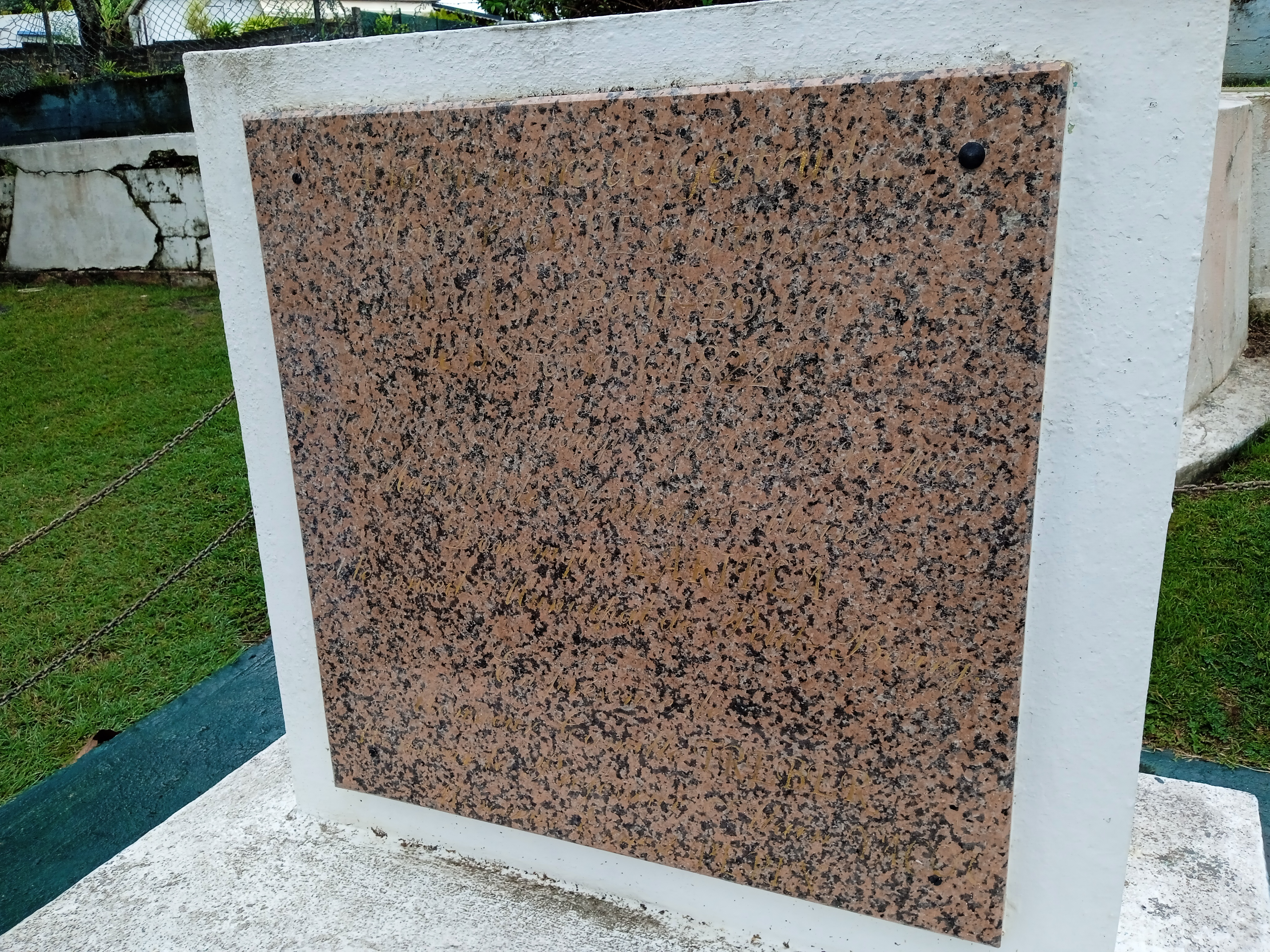
Plaque commémorative.
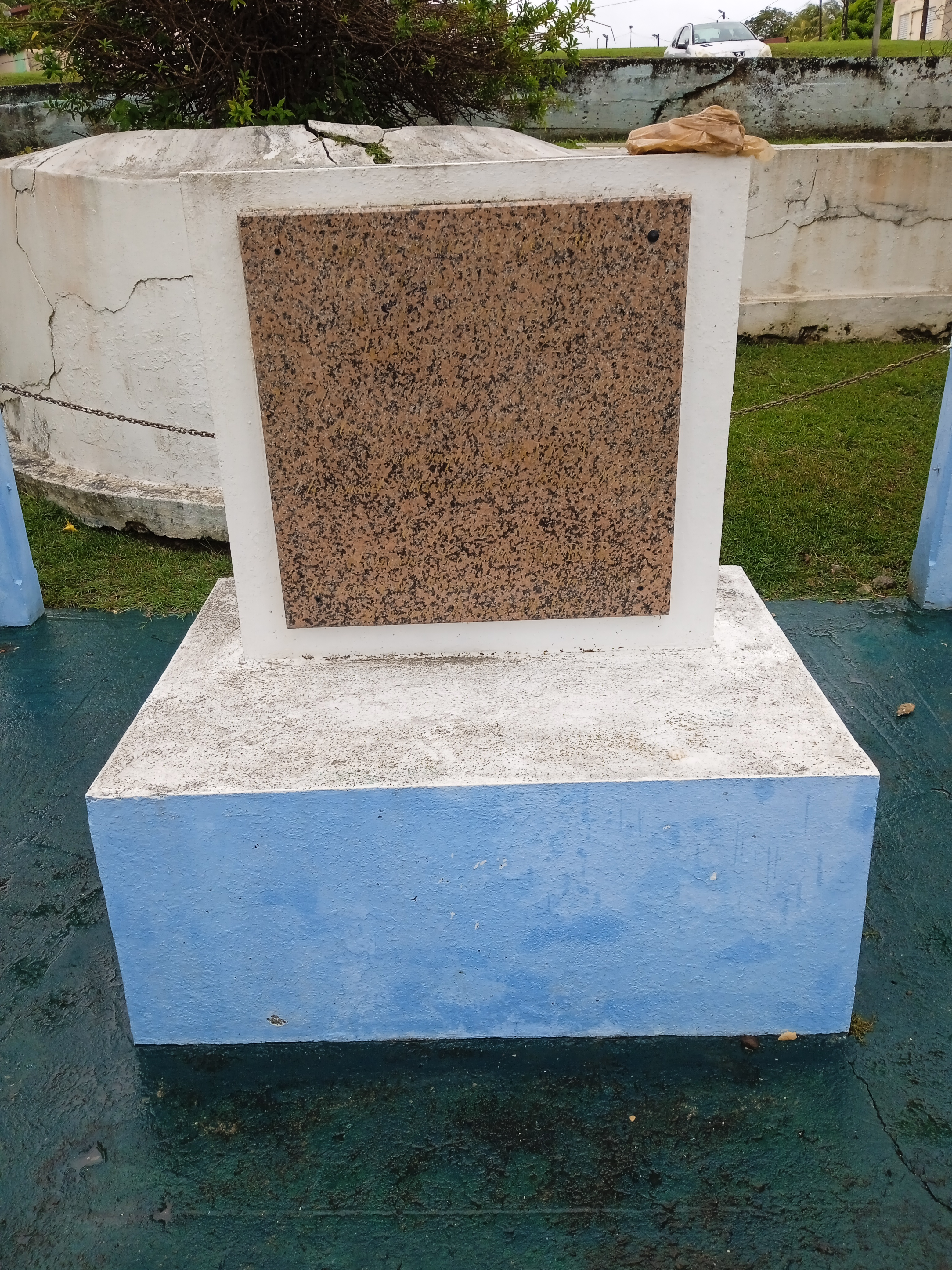
Monument en hommage à l'esclave Gertrude.
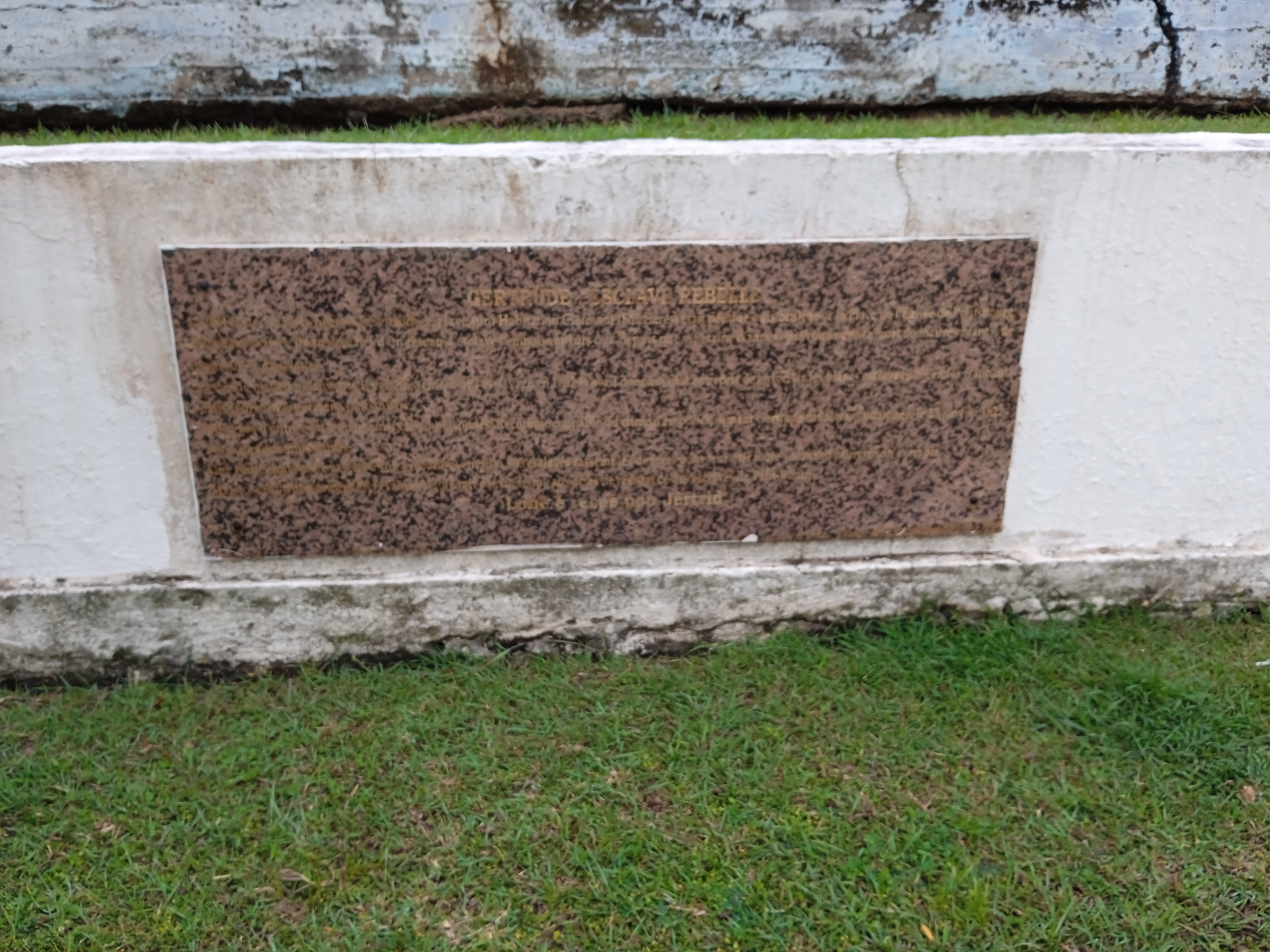
Hommage : Gertrude, esclave rebelle.
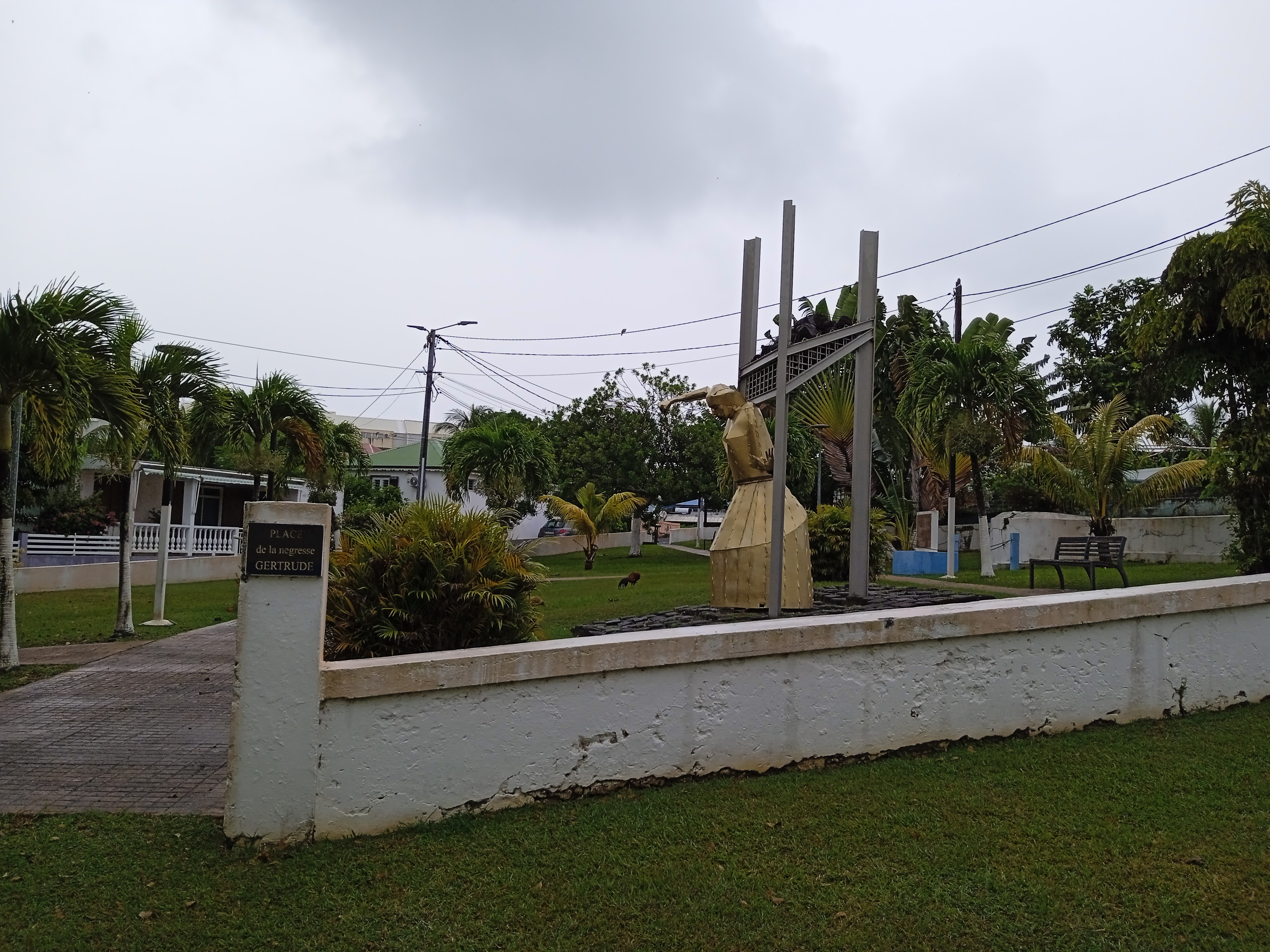
Place de la Négresse Gertrude à Petit-Bourg.